# 大丘索夫斯科耶湖
56°08′44″N 60°20′41″E / 56.1456°N 60.3447°E
大丘索夫斯科耶湖（俄语：Большое Чусовское），是俄羅斯的湖泊，位於該國西南部車里雅賓斯克州，處於中烏拉爾山脈，長1.5公里、寬1.1公里，面積1.36平方公里，海拔高度399米，湖岸線長度4.5公里，平均水深6米，最大水深27米。